# Stefano Reali
Stefano Reali (Frosinone, 3 novembre 1957) è un regista, compositore, sceneggiatore e commediografo italiano.

## Biografia
Ottenuta la maturità scientifica, nel 1978 si diploma in Musica Jazz al conservatorio Licinio Refice di Frosinone. Studia regia e sceneggiatura al Centro Sperimentale di Cinematografia, dove si diploma nel 1980. Nel 1982 è assistente alla regia in C'era una volta in America di Sergio Leone. Tra il 1990 ed il 1992 è stato docente di acting for the camera nel laboratorio di Arti Sceniche diretto da Gigi Proietti. Nel 1985 è sceneggiatore e regista, insieme a Pino Quartullo, di Exit, cortometraggio tratto da un racconto di Luigi Malerba e prodotto dalla Rai, che ottiene una candidatura all'Oscar 1987 nella categoria "Best Live Short Film".
Nel 1988 è sceneggiatore e regista del film Laggiù nella Giungla, terna al David di Donatello come Miglior Regista Esordiente. Nel 1993 scrive e dirige il film tv Una storia italiana, interpretato da Giuliano Gemma, Sabrina Ferilli, e Raoul Bova, ispirato alle imprese dei fratelli Abbagnale. Il film ha vinto il premio speciale della giuria al 33º Festival di Montecarlo. Reali ha messo in scena, come regista, anche opere liriche (tra cui delle prime esecuzioni assolute, come Descrizione dell'Isola Ferdinandea, di Francesco Pennisi, ma anche Cavalleria Rusticana, di Pietro Mascagni, e Il tabarro, di Giacomo Puccini nel 1988), ed è autore e regista di teatro.
La sua commedia Operazione, rappresentata per cinque anni di seguito in Italia, è stata messa in scena dal famoso commediografo inglese Alan Ayckbourn nel suo prestigioso Stephen Joseph Theater, in Inghilterra. Nel 1996 Reali dirige il tv movie epico-religioso Il Quarto Re, scritto con Enzo De Caro e Enrico Medioli, interpretato da Raoul Bova, Maria Grazia Cucinotta, Billy Dee Williams, e prodotto dalla Titanus, in collaborazione con Beta Taurus, e Mediaset. Nel 1997 Reali traspone al cinema la sua commedia Operazione, con il nuovo titolo In barca a vela contromano, un lungometraggio interpretato da Valerio Mastandrea, Antonio Catania, e Maurizio Mattioli, prodotto da Maurizio Totti per la Colorado film e distribuito da Medusa.
Nel 1998 scrive e dirige il film tv Ultimo, interpretato da Raoul Bova, Ricky Memphis, Giorgio Tirabassi, Mariano Rigillo, Emilio Bonucci, Pino Caruso.  Musiche di Andrea ed Ennio Morricone, record di ascolti televisivi. Nel 2002, scrive e dirige per il cinema Il tramite, con Maurizio Mattioli, vincendo il primo premio assoluto al Festival di Sorrento, e il premio del pubblico nel festival internazionale del Salento. Il film è stato distribuito negli Stati Uniti, con il titolo Without Coscience.
Dal 2001 ha scritto e diretto i seguenti film televisivi: Le ali della vita prima e seconda parte (2002), con Sabrina Ferilli e Virna Lisi, record di ascolti televisivo; I colori della vita (2003) con Alessandra Martines, Nancy Brilli, Gabriel Garko, Giovanna Ralli, Jean Sorel; L'uomo sbagliato (2005), con Beppe Fiorello, altro record di ascolti televisivo; Eravamo solo Mille (2006), con Daniele Pecci, Christiane Filangieri, e David Coco; La terza verità (2007), con Enzo Decaro e Bianca Guaccero; Al di là del lago (2008), con Kaspar Capparoni e Giovanna Ralli; Lo scandalo della Banca Romana (2010), con Beppe Fiorello e Lando Buzzanca, in onda su RAIUNO. Quest’ultimo ha vinto il Fipa D’Or come Migliore Sceneggiatura e il Fipa d’Argent come Miglior Film al Festival Internazionale dell’Audiovisivo di Biarritz. Di tutti questi film Reali ha anche composto e orchestrato la colonna sonora.
Nel 2011 Reali scrive e dirige Come un delfino, miniserie in due puntate messa in onda su Canale 5, con il 27% di share, in prima serata, con musiche di Ennio Morricone. Nel 2012 Reali scrive e dirige il film tv in due puntate: Caruso, la voce dell'amore, biopic sul celebre tenore napoletano. Il film è andato in onda in prima serata il 23 e il 24 settembre su Raiuno, con il 22% di share. Nel 2014, Reali scrive, dirige ed è autore della colonna sonora del tv movie Angeli - Una storia d'amore, interpretato da Raoul Bova e Vanessa Incontrada. Va in onda su Canale 5 nell'ottobre 2014, in prima serata. Nel 2016, Reali ha scritto, diretto, e composto la colonna sonora di Rimbocchiamoci le maniche, serie tv in otto puntate, interpretata da Sabrina Ferilli, andata in onda su Canale 5 dal 7 settembre.
Nel campo della didattica e della formazione, dal 1999 al 2011, Reali è stato docente per tredici anni consecutivi di “Struttura della Sceneggiatura” nel corso di Scrittura Creativa RAI-SCRIPT. Dal 2005 al 2010 è stato docente di regia e sceneggiatura al Centro Sperimentale di Cinematografia di Milano. Nel 2009 è stato docente di “Recitazione e Regia” alla Nuova Università di Cinema e Televisione. Nel 2009 è stato docente di “Teoria e Tecnica della Regia Cinematografica” alla facoltà di Scienze della Comunicazione, dell’Università “La Sapienza” di Roma. Dal 2013 è docente di "Struttura della Sceneggiatura" all'università Libera università internazionale degli studi sociali Guido Carli (Luiss) di Roma.
Attualmente insegna struttura della sceneggiatura televisiva presso la Libera università internazionale degli studi sociali Guido Carli - Master Writing School for Cinema and Television. Dal 2007, Reali svolge anche un'attività esecutiva in concerto come pianista del quintetto swing NonSoloGerhswin, in collaborazione con musicisti come Giorgio Rosciglione, al contrabbasso, Gegè Munari alla batteria, Marco Guidolotti al sax, e Flavia Astolfi, Raffaela Siniscalchi, e Elisabetta Antonini. Nel 2022 porta in scena al Teatro Sala Umberto a Roma la tragi-commedia ermetica "Doctor Faust e la ricerca dell'eterna giovinezza", di cui, oltre che autore e regista, è sceneggiatore, riscuotendo grande successo, anche grazie alla magistrale interpretazione del protagonista, l'attore Giampiero Ingrassia. Il Primo febbraio 2024, sempre su quel palco, davanti a una platea gremita e attenta, dialoga con la giornalista Emilia Costantini - mentre la coppia di attori Silvia Siravo e Giuseppe Zeno dà voce ai passi salienti - presentando il suo romanzo d'esordio "SHAKESPEARE AENIGMA - la Prima incarnazione di John Florio" (Florestano Edizioni).

## Filmografia

### Cinema

#### Regista
- Exit - cortometraggio (1985)
- Laggiù nella giungla (1986)
- In barca a vela contromano (1997)
- Verso nord (2004)

#### Sceneggiatore
- Exit, regia di Stefano Reali - cortometraggio (1985)
- Laggiù nella giungla, regia di Stefano Reali  (1986)
- In barca a vela contromano, regia di Stefano Reali (1997)
- Verso nord, regia di Stefano Reali (2004)

#### Compositore
- Le donne non vogliono più, regia di Pino Quartullo (1993)

### Televisione

#### Regista
- Una storia italiana - serie TV (1992)
- Il prezzo della vita - serie TV (1995)
- Il quarto re - film TV (1997)
- Cuori in campo - film TV (1998)
- Ultimo - serie TV (1998)
- Le ali della vita - serie TV (2000-2001)
- L'uomo sbagliato - serie TV (2005)
- I colori della vita - serie TV (2005)
- Eravamo solo mille - serie TV (2007)
- La terza verità - serie TV (2007)
- Al di là del lago - film TV (2009)
- Lo scandalo della Banca Romana - serie TV (2009)
- Come un delfino - serie TV, 4 episodi (2011)
- Caruso, la voce dell'amore - serie TV (2012)
- Angeli - Una storia d'amore - film TV (2014)
- Rimbocchiamoci le maniche - serie TV (2016)
- Storia di una famiglia perbene - serie TV (2021-2024) [5]

#### Sceneggiatore
- Una storia italiana, regia di Stefano Reali - serie TV (1992)
- Il prezzo della vita, regia di Stefano Reali - serie TV (1995)
- In barca a vela contromano, regia di Stefano Reali (1997)
- Cuori in campo, regia di Stefano Reali - film TV (1998)
- Ultimo, regia di Stefano Reali - serie TV (1998)
- Le ali della vita, regia di Stefano Reali - serie TV (2000-2001)
- L'uomo sbagliato, regia di Stefano Reali - serie TV (2005)
- I colori della vita, regia di Stefano Reali - serie TV (2005)
- Eravamo solo mille, regia di Stefano Reali - serie TV (2007)
- La terza verità, regia di Stefano Reali - serie TV (2007)
- Al di là del lago, regia di Stefano Reali - film TV (2009)
- Lo scandalo della Banca Romana, regia di Stefano Reali - serie TV (2009)
- Come un delfino, regia di Stefano Reali - serie TV, 4 episodi (2011)
- Caruso, la voce dell'amore, regia di Stefano Reali - serie TV (2012)
- Angeli - Una storia d'amore, regia di Stefano Reali - film TV (2014)
- Rimbocchiamoci le maniche, regia di Stefano Reali - serie TV (2016)

#### Compositore
- Cuori in campo, regia di Stefano Reali - film TV (1998)
- Le ali della vita, regia di Stefano Reali - serie TV (2000-2001)
- L'uomo sbagliato, regia di Stefano Reali - serie TV (2005)
- I colori della vita, regia di Stefano Reali - serie TV (2005)
- Eravamo solo mille, regia di Stefano Reali - serie TV (2007)
- La terza verità, regia di Stefano Reali - serie TV (2007)
- Al di là del lago, regia di Stefano Reali - film TV (2009)
- Lo scandalo della Banca Romana, regia di Stefano Reali - serie TV (2009)
- Caruso, la voce dell'amore, regia di Stefano Reali - serie TV (2012)
- Angeli - Una storia d'amore, regia di Stefano Reali - film TV (2014)